# Джордж Джозеф (арбітр)
Джордж Джозеф (англ. George Joseph, нар. 1940) — малайзійський футбольний арбітр. Арбітр ФІФА у 1979—1985 роках.

## Кар'єра
Судив матчі чемпіонату Малайзії. 1979 року став арбітром, після чого відсудив кілька матчів збірних та на міжнародних клубних турнірах. Працював зокрема на молодіжному чемпіонаті світу 1979 в Японії, де відсудив два матчі, в тому числі один з чвертьфіналів. Також працював у відбірковому етапі до чемпіонату світу 1986 року і в Мексиці у зоні АФК .
Завершив міжнародне суддівство у 1985 році. За свою роботу у 1996 році отримав нагороду FIFA Referee Special Awards